# Vila Jana a Anastázie Neherových

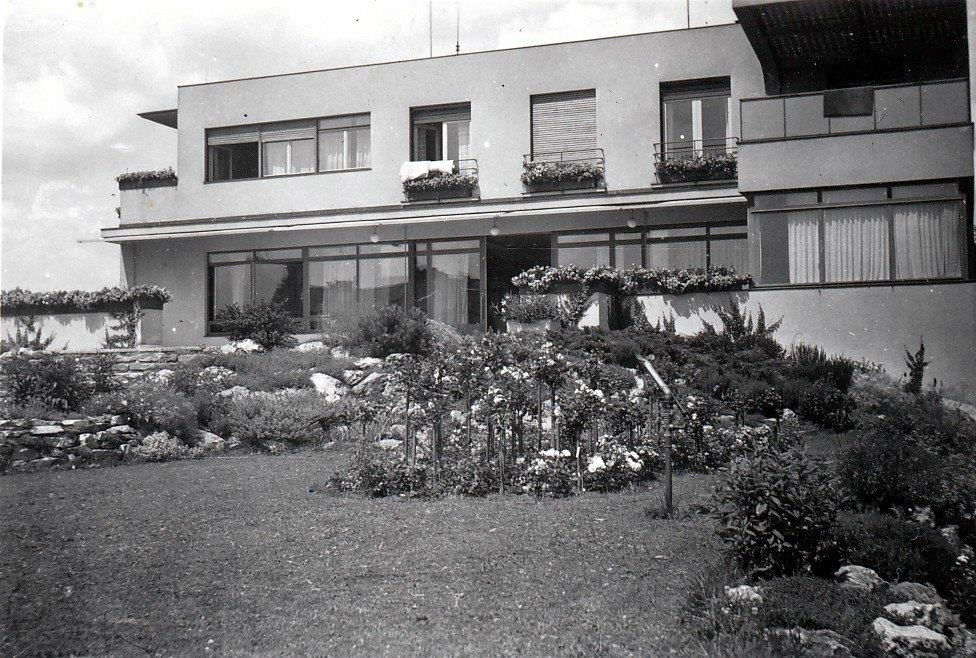
Pohled na vilu se skalkou

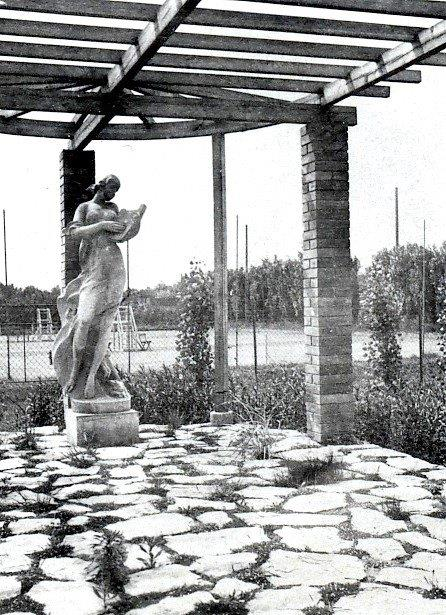
Plastika od sochaře Jana Třísky

Vila Jana a Anastázie Neherových, též jen vila Anastázie Neherové, je funkcionalistická vila v Prostějově v ulici Pod Kosířem číslo 73. Byla postavena v letech 1938–1939 podle projektu architekta Antonína Navrátila pro manžele Neherovy.

## Historie
Vila byla postavena v letech 1938–1939 pro manžele Jana Neheru (1899–1958) a Anastázii Neherovou rozenou Kristkovou (1904–1984). Anastázie Neherová pracovala ve firmě Jana Nehery jako účetní a v roce 1924 se jako dvacetiletá za něj provdala. Měli spolu tři děti: Libuše Bartano rozená Neherová, (* 1926), Jan (1928–1997) a Jitka Sehnalová rozená Neherová (1936–2015).
Vila byla postavena podle projektu architekta Antonína Navrátila. Zhotovitelem byla firma Konečný & Nedělník. Stavební povolení bylo vydáno 3. června 1938, kolaudační protokol 19. září 1939.
Pozemek ke stavbě byl odkoupen od Sportovního klubu Prostějov. Stavba byla provedena v severní části města, na Plumlovském předměstí, v sousedství říčky Hloučela, v ulici Pod Kosířem č. 73 (čp. 329). Vila patří k hodnotným zachovalým funkcionalistickým obytným stavbám z období konce 30. let 20. století a je kulturní památkou České republiky evidovanou v Ústředním seznamu kulturních památek pod rejstříkovým číslem: 103149. Památkově chráněná je od 12. března 2008.

## Popis
Vila byla zhotovena jako trojpodlažní. Konstrukčně je objekt řešen jako železobetonový skelet včetně stropních konstrukcí s cihelnými vyzdívkami. Stavba překračovala soudobý standard a její součástí byl i byt správce, který měl na starost také zahradu. V letech 1939 až 1949 fukci správce vykonával Pavel Karas (1916–1995).
Umělým navýšením terénu na jižní a částečně i na východní straně domu se zadní část přízemí ocitla pod jeho úrovní.
Ve snížené zadní části přízemí byl železobetonový protiletecký domovní kryt. V krytu byl únikový východ pro případ napadení a zasypání přístupu ze severní strany. Tento únikový východ byl vyřešený jako slepé okno rozměru cca. 1×1 metr a opatřený dřevěným bedněním, za kterým byl komín vyplněný pískem. Ten se měl po uvolnění bednění vysypat do krytu a uvolnit únikový východ. Z jižní stany byl dům chráněný násypem, umístěným před terasou. 
Do objektu se vstupuje ze severní strany. Vestibul je obložený mramorem. Z něho stoupalo schodiště do druhého, reprezentativního podlaží. Tady je rozměrná obytná hala s navazující jídelnou, dvěma obývacími pokoji, knihovnou a potřebným zázemím. Halu bylo možné odsunutím části prosklené jižní stěny propojit s navazující terasou, která přecházela plynule do zahrady. Nad terasou byla rozměrná výsuvná plátěná markýza ovládaná složitým mechanismem. Ve třetím patře byla soustředěna intimní část domu, která měla tři ložnice se sociálním zařízením a šatnou. Vytápění vily bylo řešeno pokrokovým podlahovým vytápěním. Nad terasou ve třetím podlaží je betonová markýza, střešní část je vyplněna sklobetonem.
Vila byla v roce 1998 rekonstruována pro administrativní účely. Při úpravách došlo mimo jiné i ke změně některých vnitřních dispozic, čímž se nepodařilo dosáhnout původního harmonického vyznění stavby. To se týká i zahrady.

### Zahrada

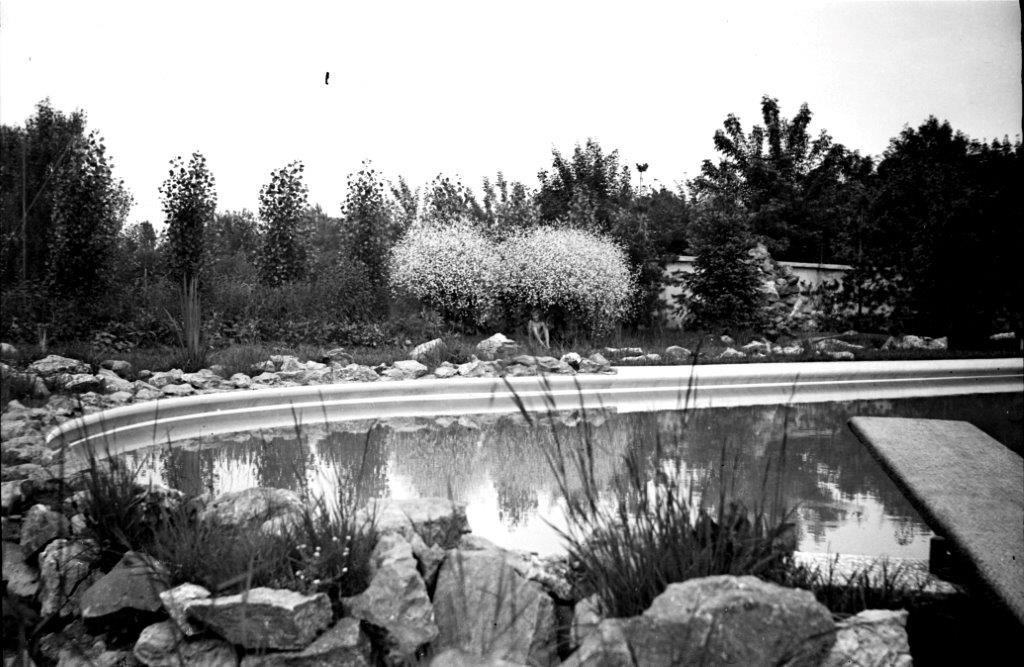
Okrasná výsadba u bazénu vily Neherových

V okolí vily byla rozsáhlá romantická zahrada upravená podle plánů architekta Antonína Navrátila. V západní části byl velký bazén s oddělenou částí pro děti. Před bazénem byl dřevěný srub pro posezení po koupeli. Na vilu v západní části navazovala pergola, na konci které byla plastika od sochaře Jana Třísky. U pergoly byly vysazeny stromkové růže v pestrých barvách. Další stromkové růže byly vysazeny v sousedství srubu. Terasa na jižní straně vily přecházela plynule do zahrady a navazovala na rozsáhlou skalku. Na jižní straně u konce zahrady byl velký kulatý stůl s lavicemi uspořádanými do kruhu.
Původně pozemek patřící k vile sahal až po Sportovní ulici. Později byla zahrada asi v polovině rozdělena, v druhé části vzniklo wellness centrum. K vile patřila i užitná zahrada se skleníky, která se nacházela za řekou Hloučelou.

## Galerie

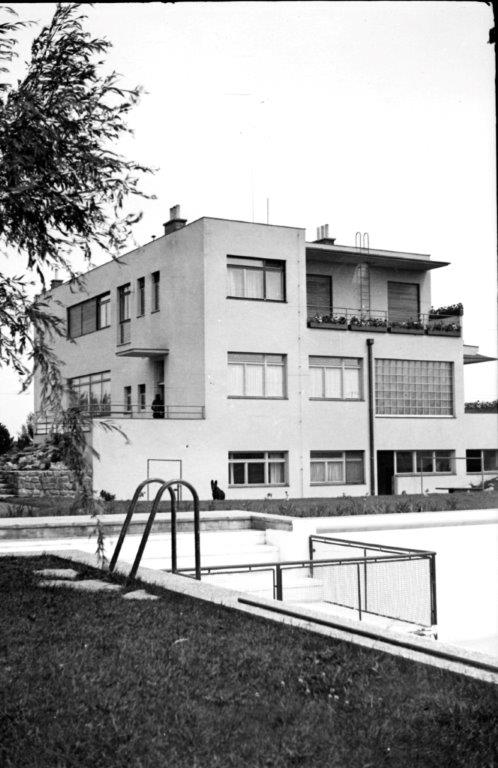
Vila Jana a Anastázie Neherových, pohled ze západní strany, v přízemí byt správce

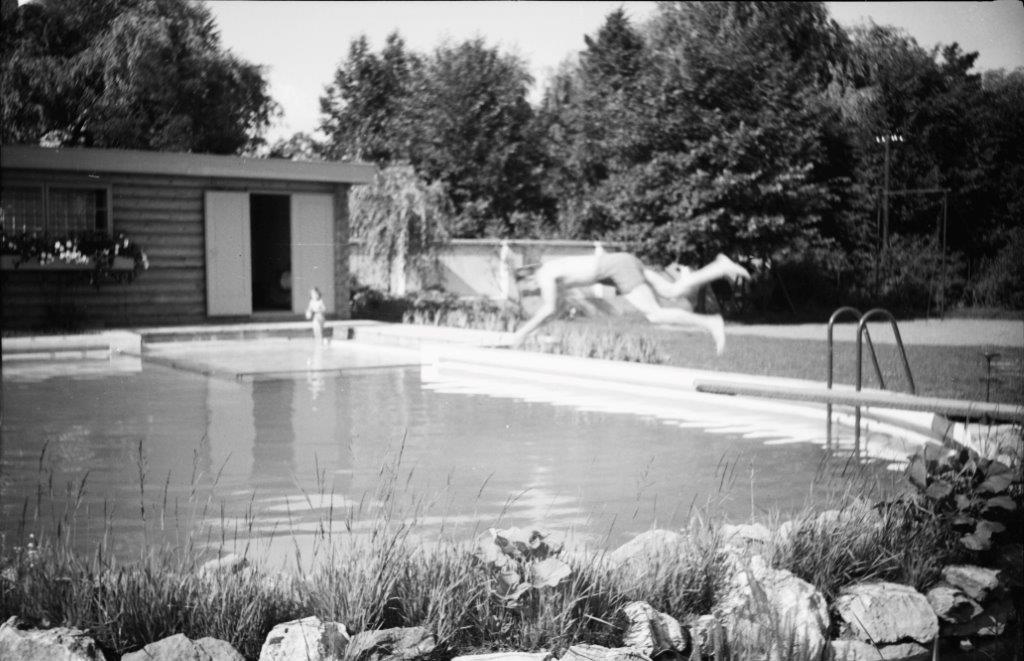
Do vody skáče autor snímků
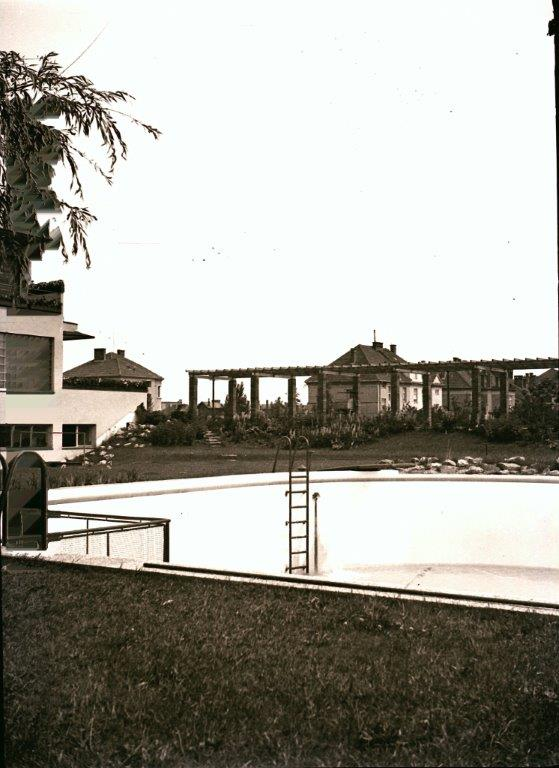
Pohled na bazén ze západní strany
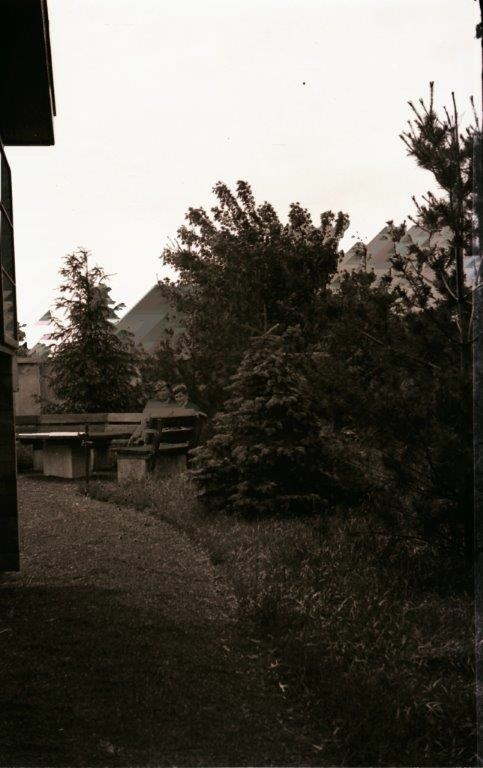
Pohled na posezení na konci zahrady u vily Jana a Anastázie Neherových
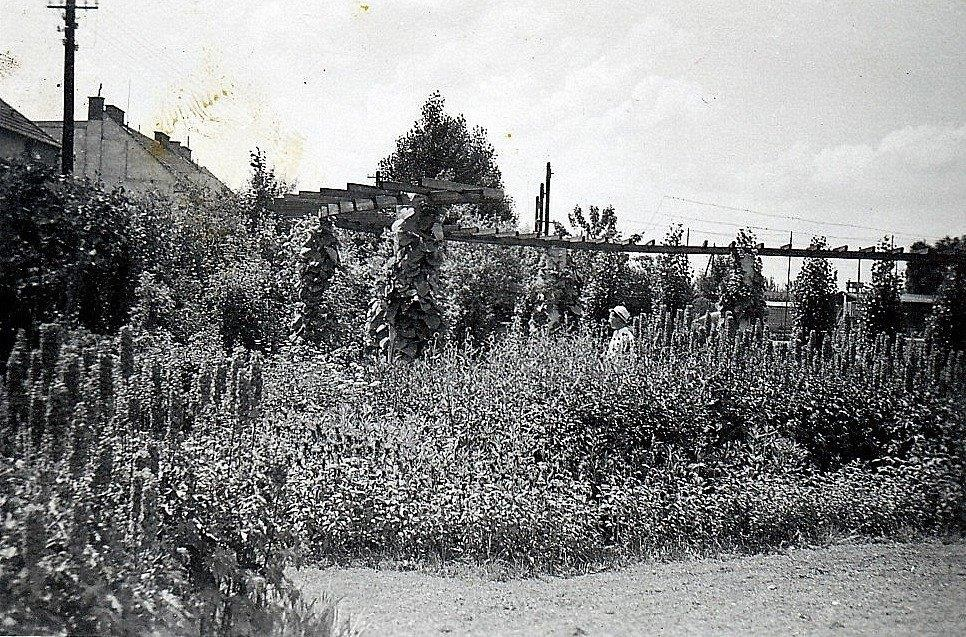
Pohled na pergolu a výsadbu ze severní strany
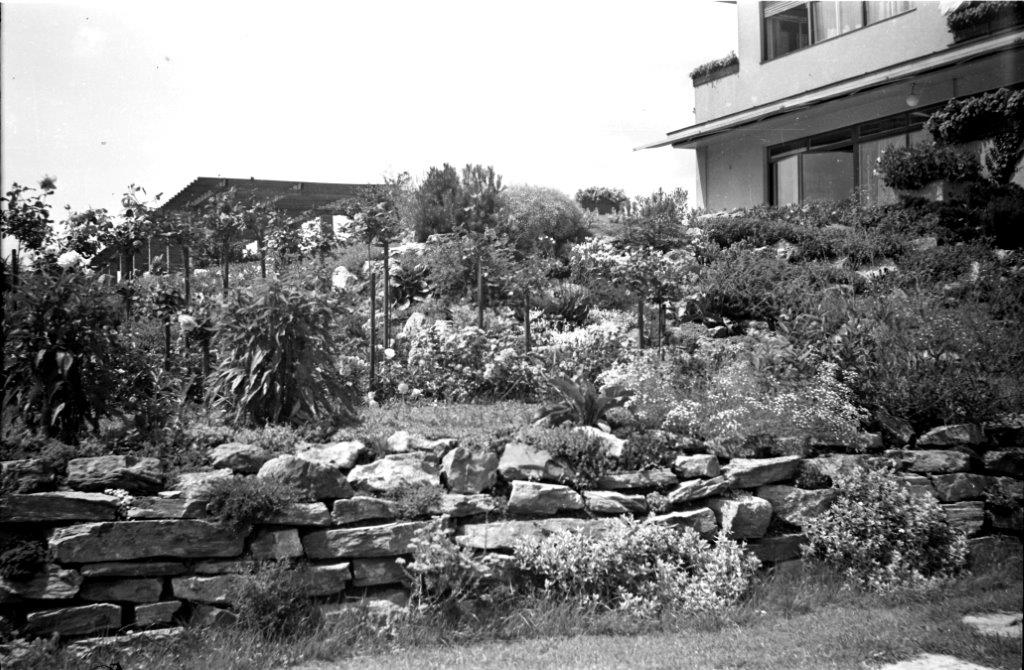
Pohled na skalku z východní strany
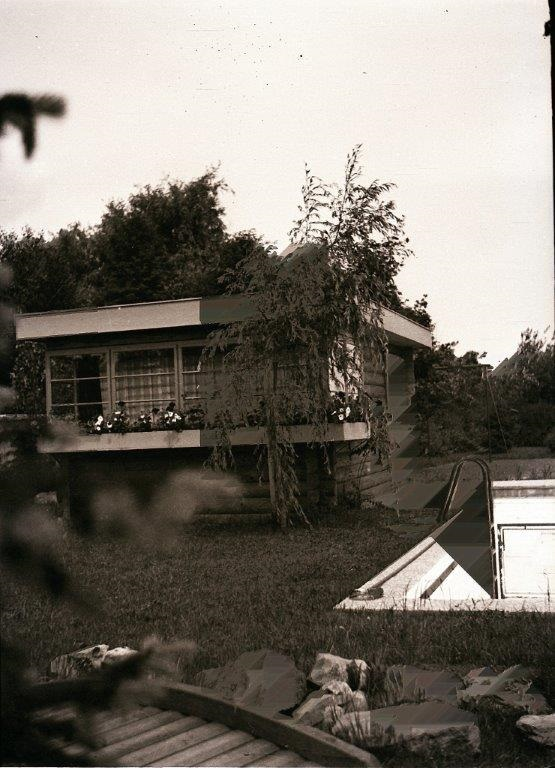
Pohled ze západní strany
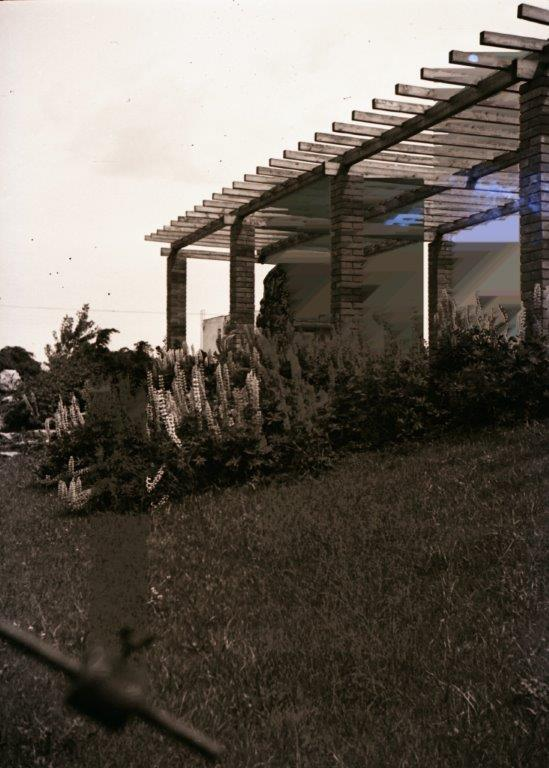
Pohled na pergolu z východu
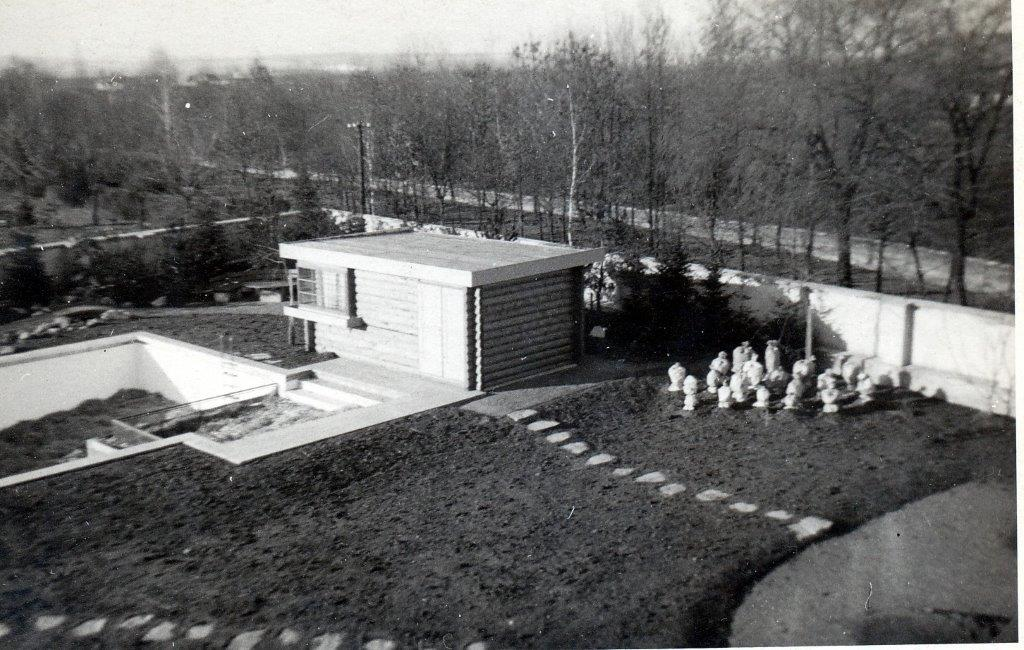
Pohled z okna vily Jana a Anastázie Neherových na zazimovaný bazén
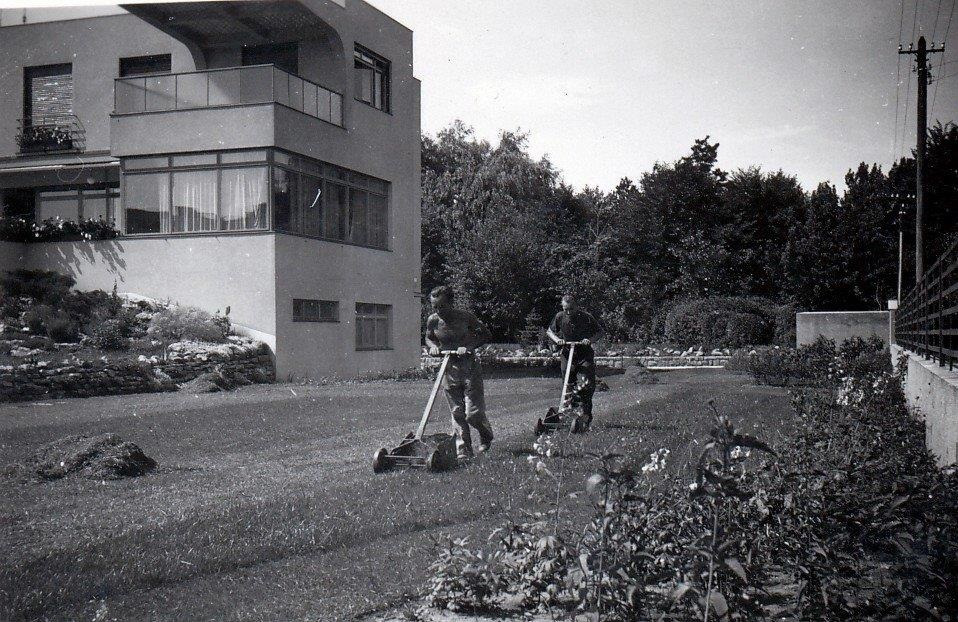
Kosení trávy ručními sekačkami v zahradě vily Jana a Anastázie Neherových
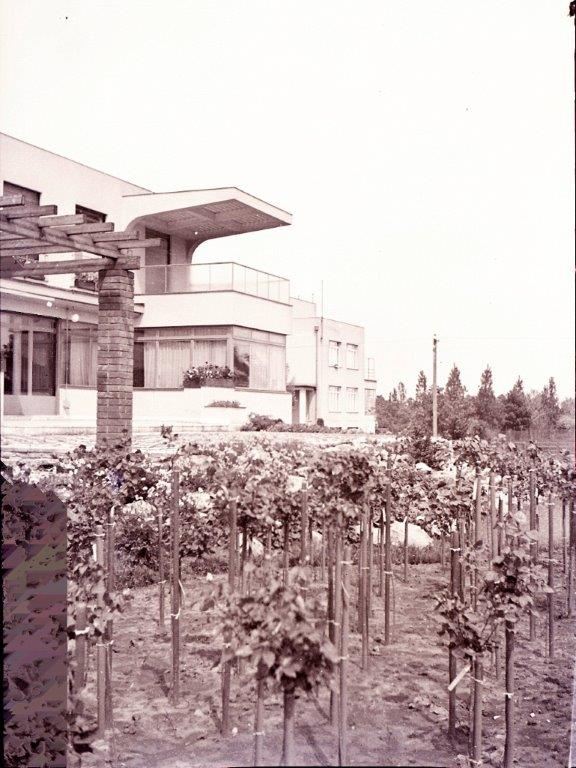
pohled na stromkové růže u terasy
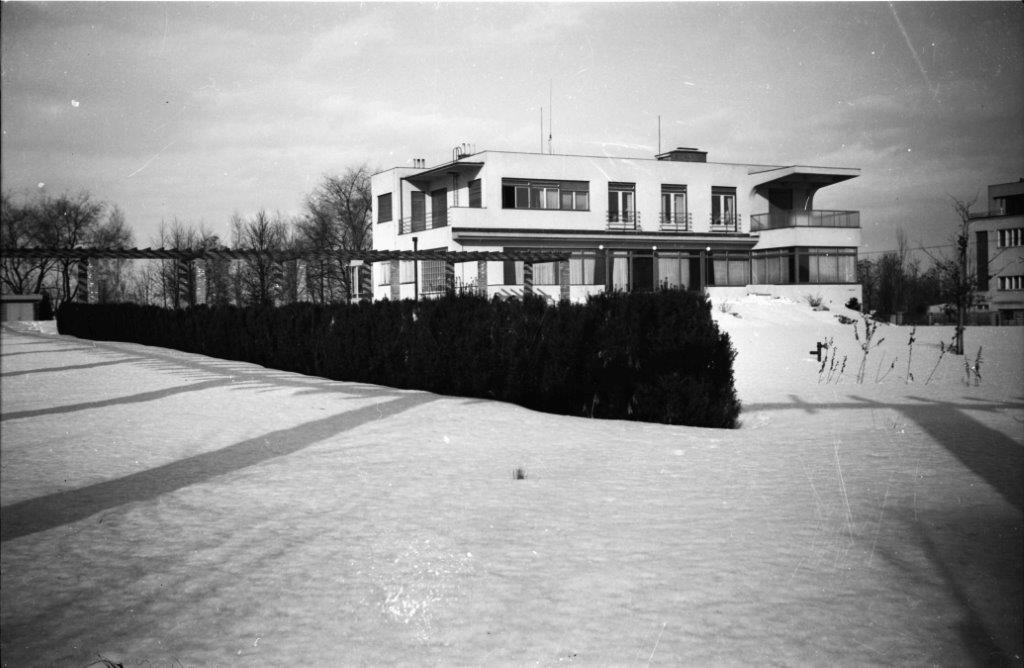
Vila Jana a Anastázie Neherových v zimě
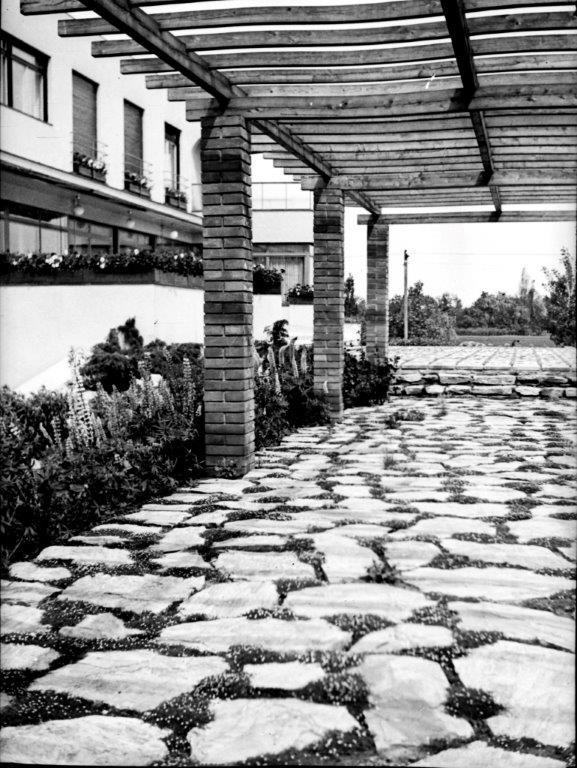
Pergola v zahradě Neherových
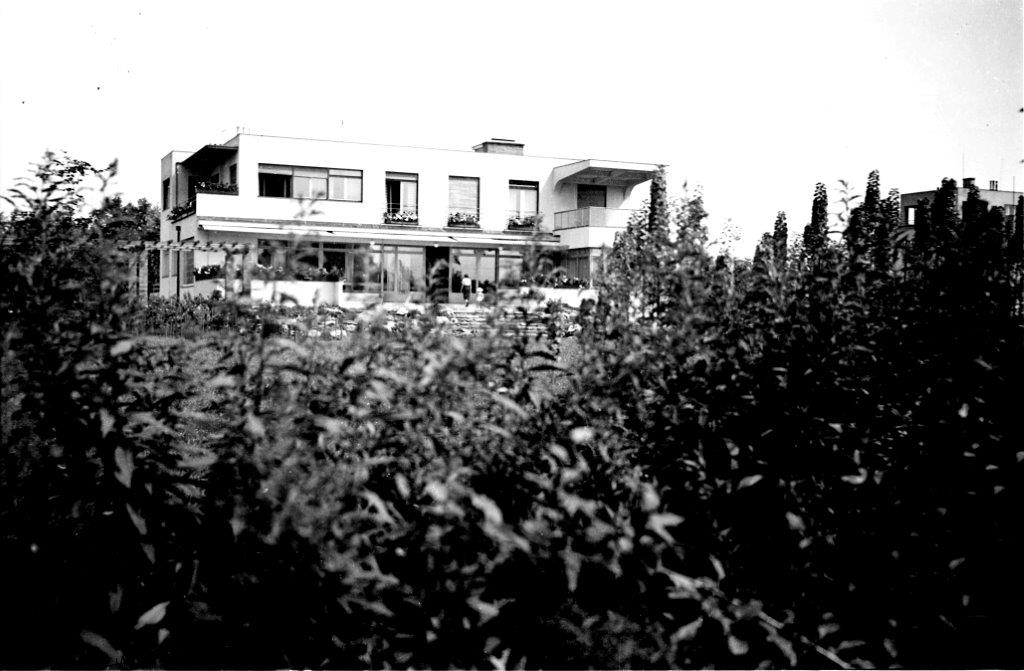
Pohled na vilu Jana a Anastázie Neherových od jihu